# Grasklokje
Het grasklokje (Campanula rotundifolia) is een vaste plant uit de klokjesfamilie (Campanulaceae). In Nederland is de plant vanaf 1 januari 2017 niet meer wettelijk beschermd. De plant wordt tussen de 10 en 50 cm hoog. De bloemkroon is meestal blauw, maar soms wit. De bloemkroon heeft de vorm van een klok en telt vijf lobben. De bloemkroon wordt tussen de 1 en 2 cm lang en knikt. De kelkslippen zijn priemvormig. De stengelbladen zijn lijn-lancetvormig en de bladrand is ongetand. De bloemen staan in een pluim. De rozetbladeren zijn rond van vorm en hebben een hartvormige voet. De bladrand is gekarteld.
Er worden verschillende ondersoorten onderscheiden. Zo heeft Campanula rotundifolia subsp. baumgartenii een kantige stengel, stengelbladen die relatief groot zijn en bloemknoppen die variëren van rechtopstaand tot knikkend. Bij Campanula rotundifolia subsp. rotundifolia staan die altijd recht omhoog en is de stengel rond. Verder zijn de stengelbladen gemiddeld ook groter bij Campanula rotundifolia subsp. baumgartenii

## Voorkomen
Het grasklokje komt voor in de koude en gematigde streken van het noordelijk halfrond. In de Benelux groeit de soort op goeddoorlatende grond. Zo komt de plant voor op zandgrond, krijthellingen en ook op stenige plaatsen, taludbeddingen van spoorwegen en in rotsspleten. De plant staat veelal in graslanden zolang deze niet te veel worden bemest en het gras niet te hoog wordt. In Nederland komt de plant vooral voor op zandgronden en in Zuid-Limburg. In België is de soort algemeen tot vrij algemeen.
Het grasklokje gaat zowel in Nederland als België in aantal achteruit. Vermoedelijk ligt de oorzaak in de sterke bemestingsdruk waardoor concurrerende grassen bevoordeeld worden.

## Plantengemeenschap
Het grasklokje is een kensoort voor de associatie van schapengras en tijm (Festuco-Thymetum serpylli), een plantengemeenschap behorende tot de klasse van droge graslanden op zandgrond.
Tevens is het een indicatorsoort voor struisgrasvegetaties (ha) subtype Struisgraslanden, een karteringseenheid in de Biologische Waarderingskaart (BWK) van Vlaanderen en het Brussels Hoofdstedelijk Gewest.

## Ecologischeaspecten
Het grasklokje is waardplant voor de wolfsmelkuil (Acronicta euphorbiae), de bladmineerder Cephalispheira ferrugella, de klokjesmonnik (Cucullia campanulae), Diarsia mendica, de zwartvlekdwergspanner (Eupithecia centaureata) en de gewone dwergspanner (Eupithecia vulgata).

## Bijzonderheden
Volgens een oud volksgeloof trekt het plukken van deze bloem onweer aan.
Het grasklokje is geen belangrijk geneeskruid, maar werd in de volksgeneeskunst soms wel toegepast bij de behandeling van epilepsie.